# Gisela Keiner
Gisela Keiner (* 29. Juni 1936 in Krefeld; † 6. Juni 2021 in Vettweiß) war eine deutsche Schauspielerin.

## Leben
Nach dem Abitur absolvierte sie eine Schauspielausbildung mit Gesang und Tanz. Es folgte von 1960 bis 1965 ein Engagement an der Landesbühne Rendsburg. Von 1962 bis 1965 war sie Ensemblemitglied am Staatstheater Mainz, im Anschluss war sie sieben Jahre an den Bühnen der Stadt Köln verpflichtet.
Seit 1972 arbeitete sie freiberuflich an verschiedenen Theatern, z. B. an den Wuppertaler Bühnen, am Düsseldorfer Schauspielhaus, in Bonn und in Neuss. Daneben spielte sie im Fernsehen in verschiedenen Serien mit, darunter Kommt Mausi raus?!, Die Anrheiner, Der letzte schöne Tag (2012). Im Hörfunk war und ist sie in vielen Rollen zu hören.
Gisela Keiner wohnte in Müddersheim und war Ratsmitglied in Vettweiß für die Partei Bündnis 90/Die Grünen.

## Filmografie
- 1969: Goya (Fernsehproduktion)
- 1970: Hafen am Rhein (Fernsehserie)
- 1971: Tatort: Kressin und der tote Mann im Fleet
- 1971: Tatort: Kressin stoppt den Nordexpress
- 1973: Unser Dorf (Fernsehserie)
- 1973: Der Held (Fernsehserie Frühbesprechung)
- 1974: Der Staatsfeind (Fernsehserie Ein Herz und eine Seele)
- 1975: Der Strick um den Hals (Fernsehproduktion)
- 1977: Überlebenstraining (Fernsehproduktion)
- 1977: Kein Taxi für Eickelkamp (Fernsehserie Wie würden Sie entscheiden?)
- 1978: Die Freiheiten der Langeweile (Fernsehproduktion)
- 1980: Ferien für euch (Fernsehserie)
- 1982: Kuscheltiere (Fernseh-Krimireihe Tatort)
- 1982: Christian und Christiane (Serie)
- 1983: Der Tunnel (Fernsehproduktion)
- 1983: Schöne Bescherung – Ein Beitrag zum Fest von Trude Herr (Fernsehproduktion)
- 1984: Montagsgeschichten (Fernsehserie)
- 1988: Geschichten aus der Heimat (Fernsehserie) Episode: Das Rendezvous
- 1992: Siebenbirken (Fernsehserie)
- 1994: Tödlicher Sonntag (Fernsehserie Die Wache)
- 1995: Tödliche Wahl (Fernsehproduktion)
- 1995: Kommt Mausi raus?! (Fernsehproduktion)
- 1998: Die Anrheiner (Fernsehserie)
- 2004: Jazzclub – Der frühe Vogel fängt den Wurm
- 2006: Goldene Zeiten
- 2011: Der letzte schöne Tag
- 2014: Altersglühen – Speed Dating für Senioren

## Hörspiele
- 1970: Hans Daiber: Die Lockung – Regie: Tibor von Peterdy (Kurzhörspiel – DW)
- 1997: Irmgard Keun: Gilgi, eine von uns (Mutter) – Regie: Barbara Plensat (Hörspiel – NDR)